# Данилов, Александр Юрьевич
Данилов Александр Юрьевич (9 октября 1959, Челябинск) — российский художник, график, иллюстратор, представитель современного искусства, один из главных пропагандистов авангардного искусства на Урале. Член Союза художников России (1997).

## Детские годы
Александр Данилов родился в семье художников и архитекторов. Его бабушка, Мария Александровна Данилова, в 30-50-е годы XX века преподавала рисование и скульптуру в Школе творческой молодежи и в Интернациональном детском доме Челябинска. Сама она была одной из первых выпускниц легендарных курсов при ВХУТЕМАС в Москве в начале 1920-х.
Родители Александра Данилова работали архитекторами в проектном институте «Челябинскгражданпроект». При участии отца, Юрия Петровича, были реализованы более 90 проектов по застройке Челябинска, в том числе построены Дворец пионеров и школьников им. Н. К. Крупской, Дворец спорта «Юность», Теплотехнический институт и другие общественные здания. Родители с детства поддерживали интерес к творчеству. Александр занимался живописью в изостудии в том самом Дворце пионеров. Его преподавателем был Иван Архипцев, который за сорок лет работы воспитал не одно поколение художников (позже изостудии было присвоено его имя).

## Образование
Окончил среднюю школу в 1975 году. Выбор дальнейшего места обучения определило открытие в этом же году в Челябинске художественного училища. Данилов поступил на отделение «Художественного проектирования», предполагая получить прикладные знания по теории цвета и композиции.

## Трудовая деятельность
После окончания училища и службы в армии с 1982 года работал в Художественном фонде Челябинска. «Времени для творчества по сегодняшним меркам было много», — вспоминает тот период художник. Плодотворно поработать с пространством как формой удалось лишь однажды — при создании совместно с земляком -скульптором Юрием Мусихиным и инженером Леонидом Надеждиным — экспозиции музея челябинского завода Станкомаш. Придуманное стилистическое решение было близко конструктивистской эстетике и соответствовало содержанию музея. Уникальность проекта была в том, что авторы отказались от привычного для того времени «оформительства» и лакировки действительности — пространство было живым и настоящим. Бетонный пол, по периметру — грубые стены и стальные швеллеры, на которых между стекол с конструктивными держаками крепились реальные документы. Для изготовления мебели использовался металл, а для освещения — лампы направленного освещения, акцентируя внимание посетителей на объектах экспозиции.
С 1985 по 1986 год Данилов работает в Южно-Уральском книжном издательстве художественным редактором и погружается в специфику книжной иллюстрации. Но очень быстро осознает, что в редакторской деятельности много рутины и совсем мало времени для творчества. Поэтому позже стал работать по договору, сотрудничал с московскими («Искусство», «Московский рабочий», «Детская литература», «Рассвет», «Радуга») и челябинскими (ЮУКИ и Урал-LTD) издательствами.

## Изобразить неизобразимое
Неповторимый авторский стиль Александра Данилова формируется с 90-х годов прошлого века. Именно с этого времени он издает уникальные «книги художника», представляющие собой оригинальный пластический «текст», который складывается из визуальных образов. Это редкий вид искусства, в России им занимаются несколько десятков человек. Собственно, художнику ничего не приходилось придумывать, он так видит мир и создавая уникальные арт-объекты, мастерски экспериментирует с фактурой, используя и живопись, и графику.

### 1998—1999 год. «АргаZи» и «Аргази. Знакишумаветратрав»
Проект АргаZи, представленный в 1998 году в Галерее «Ars/Libri» в Екатеринбурге, оказался успешным и вдохновил автора на большой проект «Аргази. Знакишумаветратрав» в Челябинске в 1999 году в Выставочном зале Союза художников.

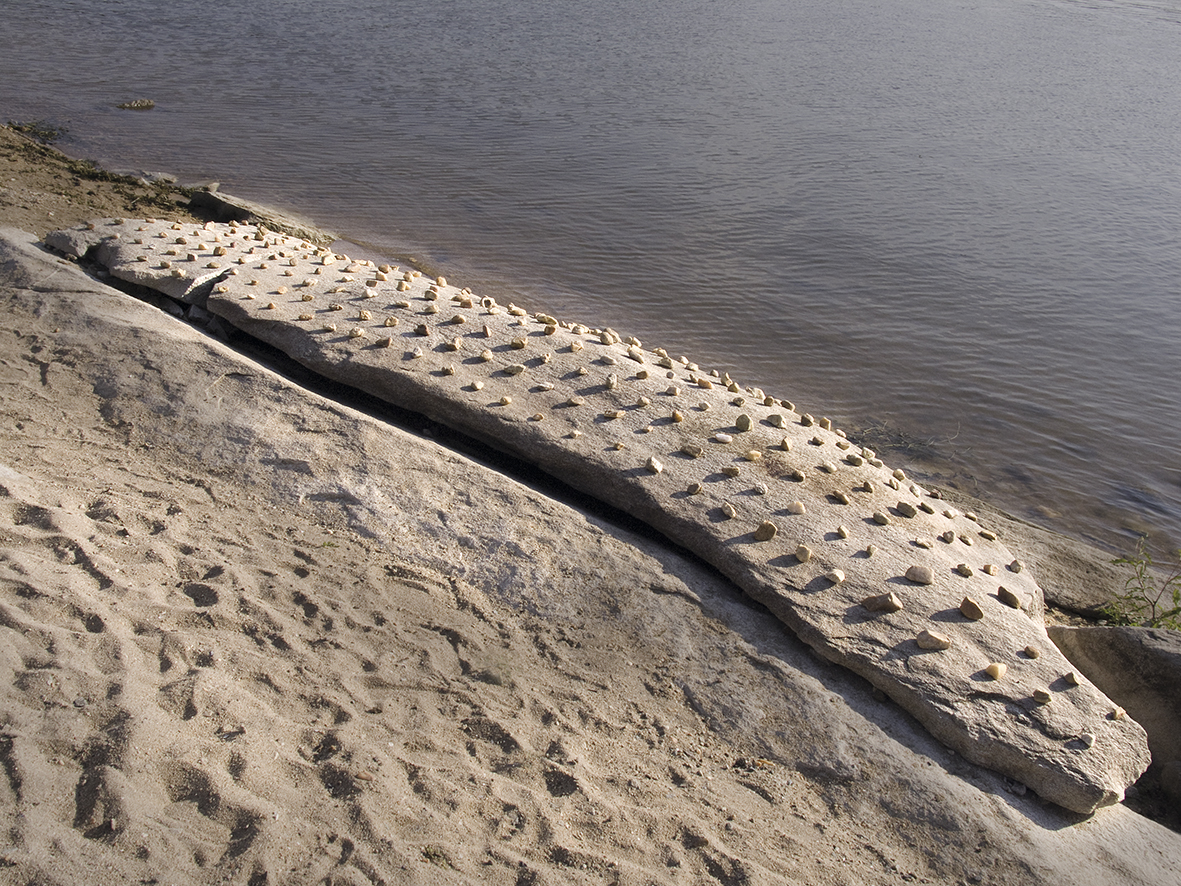
Крокодил, 2008 год, оз. Аргази

Перфоманс стал частью основного проекта Красноярской музейной биеннале. «Почему Аргази? Это мое сокровенное место с детства, — рассказывает Александр Данилов. — Я туда впервые попал в шесть лет, у меня была лодка, и я каждый день плавал на Липовый остров — уникальный памятник, охраняемый государством». Для экспозиции художник привез с острова ракушки и керамику. Плюс были выставлены многометровые листы акварелей на рисовой бумаге, фотографии пирамид из аргазинских камней, видеозаписи — в общем, состоялось полное погружение в неведомый для уральцев мир.

### 2001 год. Проект «It’s very far»
Впервые инсталляцию, на которой были представлены книги-объекты и видео, снятые во время поездки художника в США, посетители увидели в Галерее современного искусства «ОкNо» Челябинска, в 2004-м её показали в Галерее «Ars /Libri» Свердловской областной универсальной научной библиотекой им. В. Г. Белинского. Для публики представилась ещё одна возможность совершить необычное путешествие. Посетители смогли ощутить живую атмосферу Нью-Йорка, Филадельфии и других американских мегаполисов.

### 2009 год. Книга-акция «Сведения о банкротстве»
Идея арт-объекта возникла прямо на улице — у газетного киоска осенью 2009 года (в 2008-м начался мировой экономический кризис). «Я подошел к киоску и увидел газету, в заголовке которой прочел „Сведения о банкротствах“. И словно озарение — пришёл в мастерскую и залил листы чернилами», — вспоминает художник. Созданный артефакт позже участвовал в различных проектах мастера.

Дом, 2009 год, газета, тушь, чернила, коллаж

### 2013 год. «Время перемен»
Экспонатами этого проекта стали беспредметные композиции из газет — они как символы обыденности жизни. По словам художника, «со временем газеты становятся только лучше — желтеют, старятся естественным образом».

### 2020 год. «Расстроенный Снеговик»
Этот проект про состояния, которые присущи любому человеку, или три ипостаси одного Снеговика. Фигура в центре олицетворяет золотую середину — она цвета золота. Чёрный снеговик — страсть, белый — чувство долга.

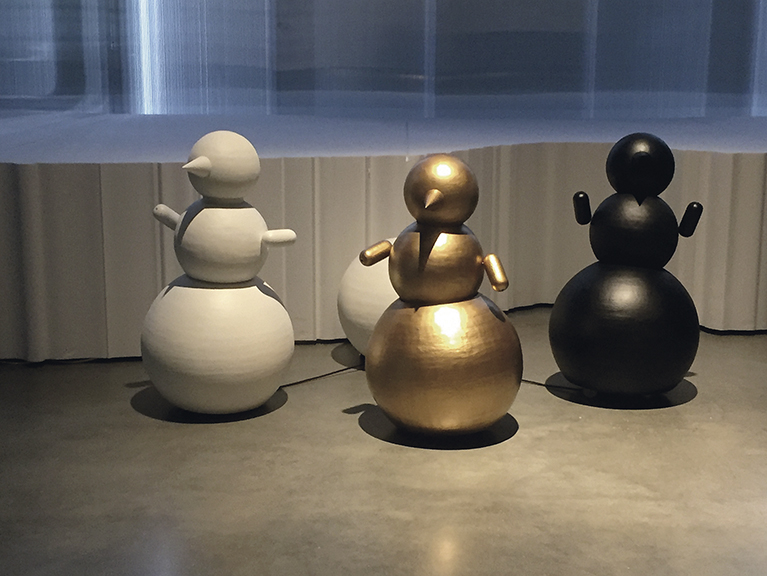
Расстроенный Снеговик, 2018—2019 год, кинетическая инсталляция

"Расстроенный снеговик" участвовал во II Триеннале российского современного искусства в музее современного искусства «Гараж» в Москве.

## Выставочная деятельность
Александр Данилов участник многочисленных отечественных и зарубежных выставок:
- Второй независимой биеннале графики «БИН. Белые интерночи» (Санкт-Петербург, 2006)
- Московской международной биеннале графического дизайна «Золотая пчела 8». Раздел «Футуризм 100» (Москва, 2008)
- 5-й Международной триеннале книги художника (Вильнюс. Литва, 2009)
- Выставке в рамках 1-й биеннале графики (Иерусалим, 2015) и других.

Работы художника представлены в Челябинский государственный музей изобразительных искусств, Екатеринбургский музей изобразительных искусств, Музей Анны Ахматовой в Фонтанном Доме, Музей современного искусства «Гараж», галерее Ars/Libri (Екатеринбург), Национальная библиотека Франции, а также в частных коллекциях в России и за рубежом.
Живёт и работает в Челябинске.